# Parque del Lago Eola
El  Parque del Lago Eola (en inglés: Lake Eola Park) está situado en las coordenadas 28 ° 32'37 "N 81 ° 22'22" O en el centro de Orlando, Florida al sur de Estados Unidos. El lago Eola es la característica principal del parque. También se encuentra en el parque (en el lado oeste) el Anfiteatro Walt Disney, donde se celebran muchos eventos de la comunidad y diversas actuaciones durante todo el año. En el lado este del parque está una pagoda china, un monumento a los Estados Confederados de América, y un parque infantil. El parque está rodeado por cuatro calles: Calle East Robinson  (State Road 526), Avenida Rosalind  (SR 527), Bulevar central Este y North Eola Drive.
El Lago Eola es un pequeño lago en el centro de Orlando, Florida, en medio un parque. El lago es en realidad un deslizamiento de tierra y es famoso por su fuente. El deslizamiento de tierra es de aproximadamente 23 pies y 8 pulgadas de profundidad y se encuentra a 100 pies al este de la fuente. La fuente cambia de color en la noche como un espectáculo de luces. El lago es de 4493 pies (1369 m) de circunferencia y 23 acres (93 000 m²) de tamaño. Una acera de 0,85 millas (1,37 km) de usos múltiples rodea el agua del lago.